# Jetpack Joyride
Jetpack Joyride es un videojuego de scroll horizontal creado por la compañía Halfbrick Studios y actualmente disponible para iPod Touch, iPhone, iPad, BlackBerry PlayBook, BlackBerry 10, PlayStation Portable, PlayStation 3, PlayStation Vita, PlayStation 4 y dispositivos Android, además de tener una aplicación para Facebook y Windows 8. Es una precuela de Monster Dash, y tiene el mismo protagonista, Barry Steakfries, que es controlado por el jugador y que roba un cinturón cohete de un laboratorio secreto.
El juego se llamó Machine Gun Jetpack durante el desarrollo. Fue lanzado en la App Store el 1 de septiembre de 2011. Actualizaciones posteriores incluyeron extensiones como jetpacks diferentes, utilidades y objetos para ayudar al jugador, que se pueden comprar usando monedas recogidas durante el juego. La actualización más reciente provee soporte para el Retina Display. Fue lanzado en Facebook como una versión beta en mayo de 2012; para dispositivos Android, inicialmente en la Appstore de Amazon, el 19 de agosto de 2012, y más tarde en Google Play el 28 de septiembre de 2012. En noviembre de 2012, Beatshapers publicaron el juego en PlayStation Portable, y en diciembre de 2012, Big Ant Studios publicó el juego gratis para PlayStation 3 y PlayStation Vita.
Jetpack Joyride ha recibido bastantes elogios de varios críticos de juegos de iOS además de premios por sus fáciles controles de un solo toque y jugabilidad continua.

## Jugabilidad
El protagonista del juego, Barry Steakfries, roba una mochila cohete o "jetpack" de un laboratorio secreto. El juego consiste en hacer que Barry se movilice por el laboratorio mientras avanza y lograr hacer la mayor distancia posible. La partida no tiene ningún final, a no ser que Barry muera. A lo largo del laboratorio, hay que esquivar los obstáculos, como electrocutadores, misiles y rayos láser. Mientras más larga sea la distancia lograda, el juego se irá tornando más rápido y complicado. A lo largo de las partidas, hay monedas que pueden ser recogidas por el jugador (usando a Barry) y usarlas para comprar artículos o utilidades en la tienda, también hay unas cuantas fichas que aparecen en el juego, las cuales sirven para jugar la "lotería final" que aparece cuando la partida se acaba, dicha lotería permite ganar algún premio, como más monedas o alguna ventaja para la próxima partida.
A lo largo de la partida, aparecen unos íconos multicolor, los cuales si se atrapan, se juega con algún vehículo que permite tener algún poder o ventaja en el juego, si el jugador choca con un obstáculo teniendo alguno de los vehículos, éstos se destruyen, pero la partida continúa jugando con el personaje inicial. El juego tiene varias misiones, las cuales se completan en alguna partida o algún otro objetivo. En lo que se completan las misiones, se premia al jugador subiendo de grado y otorgándole monedas, las cuales aumentan en lo que se consigue un grado más alto. Al completar el último grado, "Barry", se gana una medalla, luego aparece una opción de venderla o hacerlo después, si se vende la medalla, empiezan las misiones nuevamente desde el grado más bajo, si no se vende la medalla, el juego continúa sin tener que completar ninguna misión.
A lo largo de todas las partidas aparecen varios científicos en el laboratorio, éstos no son de mayor importancia ya que no hacen ningún daño al personaje de Barry en el juego, pero si son fundamentales para completar algunas misiones. Se pueden quitar los científicos del juego comprando un artilugio en la tienda.

### Vehículos
A lo largo de las partidas del juego, el jugador puede atrapar y utilizar varios vehículos, éstos son:
Señor Abrazos: Es un dragón que lanza fuego, lo que mata a todos los científicos. Con éste vehículo se está todo el tiempo en el aire, a menos que se mantenga oprimida la pantalla, permitiendo que vaya por el suelo del laboratorio.
Pájaro de los beneficios: Es un pájaro robot, el cual tira billetes por atrás. Para mantener este vehículo en el aire, se tiene que apretar la pantalla repetidamente.
Pequeño apisionador: Es un robot grande y poderoso, no vuela, pero da grandes saltos y se mantiene en el aire por unos pocos segundos.
Traje antigravedad: Es un traje que permite desafiar a la gravedad y hace que Barry pueda caminar por el techo o por el suelo mediante se cambia la dirección de la gravedad en lo que se toca la pantalla. El traje esta basado del videojuego Gravity Guy.
Súper chopper: Es una moto rápida y poderosa, que permite dar altos saltos cortos y así agarrar monedas. Éste vehículo no vuela, sólo salta.
Teletransportador loco: Es una cápsula que, mediante avanza, aparece una flecha que indica a qué lugar se puede teletransportar, lo que hace que se pueda aparecer en un lugar y repentinamente, aparecer en otro.
Moto de agua (Surca Olas): Este toma olas es capaz de sumergirse y saltar. No está disponible al empezar el juego, tienes que esperar 14 días o comprarla.
Trineo Genial (Trineo Alucinante): Es básicamente trineo de Santa... ¡con propulsores a reacción y renos robot! Al igual que su trineo, es de color rojo con forro dorado, y es remolcado por dos renos robot. Los renos también tienen propulsores a chorro para sus pies.
S.A.M. (Super Armatoste Mecanizado): Es un robot gigante con un gran brazo que tiene un escudo. 3 impactos de misiles y se destroza completamente. También puedes recoger monedas sin tener que tocar la pantalla

## Recepción

### Crítica
Jetpack Joyride ha recibido predominantemente críticas positivas. Actualmente tiene un promedio de 90/100 en Metacritic y un 80% en GameRankings. IGN lo llamó «el juego más adictivo de Halfbrick, incluso más que Fruit Ninja», y alabó los niveles aleatorios, la jugabilidad basada en la habilidad y las varias ayudas. Destructoid lo llamó «el mejor en su clase», y citó su sistema de recompensas, los coloridos sprites y los controles receptivos. Eurogamer escribió que el objetivo del juego «es probar la vida de la batería del dispositivo y la cordura de los jugadores, en cualquier caso, ambos se acaban finalmente». Además alabaron el sistema de monedas, las mejoras y el sistema de ranking. TouchArcade lo llamó un juego que «simplemente debes tener».

### Premios
Recibió el premio de «Mejor aplicación de 2011» por 148Apps en Macworld y los premios «Juego del año de iPhone/iPod Touch» y «Juego del año en general» de Pocket Gamer.
Clasificó en segunda posición en la categoría de «Juego del año de iPhone» en el App Store Rewind 2011.